# Sclerostagonospora heraclei
Sclerostagonospora heraclei är en svampart som först beskrevs av Pier Andrea Saccardo, och fick sitt nu gällande namn av Franz Xaver von Höhnel 1917. Sclerostagonospora heraclei ingår i släktet Sclerostagonospora och familjen Phaeosphaeriaceae.   Inga underarter finns listade i Catalogue of Life.